# 戴维·卡布阿
戴维·卡布阿（英語：David Kabua，1951年5月26日—），馬紹爾群島政治人物，第9任馬紹爾群島總統，曾任衛生部長及内政部長。
大衛·柯布亞是馬紹爾群島開國總統阿马塔·卡布阿的次子。2020年1月6日，他在總統選舉中以20：12票的擊敗尋求連任的時任總統希爾達·海妮，當選第9任總統，並於1月14日正式就任。2022年3月22日到訪臺灣，獲中華民國總統蔡英文頒贈采玉大勳章。

## 荣誉

### 外国勋章奖章
- 采玉大勋章（中华民国，2022年3月22日于台北总统府颁发[2]）